# Антон Йозеф Фугер фон Кирхберг-Вайсенхорн
Антон Йозеф Фугер фон Кирхберг-Вайсенхорн (на немски: Anton Joseph Graf Fugger von Kirchberg und zu Weissenhorn; * 1 март 1750 в Кирхберг в Швабия; † 8 февруари 1790 във Вайсенхорн в Бавария) е граф на Фугер-Кирхберг-Вайсенхорн в Бавария.
Той е син на Йохан Непомук Клеменс Август Фугер фон Кирхберг-Вайсенхорн (1723 – 1781) и съпругата му графиня Мария Анна фон Велшперг (1728 – 1809). Внук е на граф Адам Франц Йозеф Фугер фон Кирхберг-Вайсенхорн (1695 – 1761) и фрайин Мария Изабела Антония фон Шьонберг (1693 – 1762). Правнук е на граф Франц Зигмунд Йозеф Фугер фон Кирхберг-Вайсенхорн (1661 – 1720) и графиня Мария Анна фон Мугентал (1666 – 1721). Брат е на неженените Франц Карл (1751 -1793), Филип Антон (1760 – 1788), Ида (1753 – 1817) и на Мария Алойзия (1754 – 1799), омъжена 1784 г. за граф Емануел Максимилиан фон Щархемберг (1752 – 1814).
Банкерът и търговецът от Аугсбург Якоб Фугер, линията „Лилията“ (1459 – 1525), получава Вайсенхорн през 1507 г. от император Максимилиан I. Фамилията господства там векове наред до 1806 и дори до 1848 г.
Антон Йозеф Фугер фон Кирхберг-Вайсенхорн умира на 39 години на 8 февруари 1790 г. във Вайсенхорн в Бавария.

## Фамилия
Антон Йозеф Фугер фон Кирхберг-Вайсенхорн се жени за фрайин Максимилиана фон Ептинген (1762 – 1783). Бракът е бездетен.
Антон Йозеф Фугер фон Кирхберг-Вайсенхорн се жени втори път на 20 юни 1784 г. във Вайсенхорн за графиня Мария Еуфемия Йозефа Валпурга Алойзия Кресценция Фугер-Кирхберг-Вайсенхорн-Бабенхаузен (* 29 ноември 1762, Бабенхаузен; † 26 март 1835, Вайсенхорн), дъщеря на граф Анселм Викториан Фугер фон Кирхберг-Вайсенхорн (1729 – 1793) и фрайин Мария Валпургис Габриела Тереза Каролина Евзебия фон Валдбург, графиня цу Волфег (1740 – 1796), дъщеря на граф Йозеф Франц фон Валдбург-Волфег (1704 – 1774) и алтграфиня Анна Мария Луиза Шарлота фон Залм-Райфершайт (1712 – 1760). Те имат децата:
- Йохан Непомук Фридрих Анселм Фугер фон Кирхберг-Вайсенхорн (* 6 юли 1787, Вайсенхорн; † 7 февруари 1846, Оберкирхберг). женен I. на 22 февруари 1808 г. в Кирхберг за фрайин Франциска Каролина Валбурга Мария Анна фон Фрайберг-Айзенберг-Кньоринген (* 22 октомври 1788, Дилинген; † 26 август 1818, Оберкирхберг), II. на 27 септември 1819 г. за нейната по-малка сестра фрайин Йохана ффон Фрайберг-Айзенберг-Кньоринген (* 6 декември 1791; † 13 януари 1867, Аугсбург); има общо 12 деца; баща от I.-я брак на:
  - Раймунд Фугер фон Кирхберг-Вайсенхорн (* 29 юни 1810 в Оберкирхберг; † 5 април 1867 в Аугсбург), женен на 21 юни 1842 г. в Йотинген за принцеса Берта Йохана Нотгера фон Йотинген-Йотинген и Йотинген-Шпилберг (* 1 август 1818, Йотинген; † 11 септември 1890, Бад Райхенхал), дъщеря на княз Йохан Алойз III фон Йотинген-Йотинген и Йотинген-Шпилберг (1788 – 1855) и княгиня Амалия Августа фон Вреде (1796 –1871); имат осем деца
- Анна Амалия (1785 – 1830), омъжена 1810 г. за Улрих Мерхарт фон Бернег († 1852)
- Валбурга (1786 – 1872)
- Мария Анна (1788 – 1821), омъжена 1819 г. за Карл Антон Мерклин
- Антоанета (1789 – 1791)